# Logopolis
Logopolis est le cent-quinzième épisode de la première série de la série télévisée britannique de science-fiction Doctor Who. Originellement diffusé sur la BBC en quatre parties du 28 février au 21 mars 1981, cet épisode marque la première apparition de Tegan Jovanka jouée par Janet Fielding ainsi que le dernier épisode régulier où Tom Baker joue le rôle du Docteur.

## Accroche
Le Docteur et Adric doivent mesurer une cabine de police afin que le Docteur puisse réparer son TARDIS sur la planète Logopolis. À leur apparition sur Terre des phénomènes étranges se font sentir et une jeune femme Tegan Jovanka, s'introduit dans le TARDIS pendant que sa tante se fait tuer par le Maître. Observé par une étrange entité, et avec l'aide de Nyssa, ils vont tenter d'empêcher la destruction de la galaxie.

## Distribution
- Tom Baker — Le Docteur
- Matthew Waterhouse  — Adric
- Sarah Sutton — Nyssa
- Anthony Ainley — Le Maître
- Janet Fielding — Tegan Jovanka
- Dolore Whiteman — Tante Vanessa
- John Fraser — Le Moniteur
- Tom Georgeson — Détective Inspecteur
- Christopher Hurst — Garde de la sécurité
- Adrian Gibbs — Le Guetteur
- Peter Davison — Le 5e Docteur

## Résumé
La cloche du cloître du TARDIS sonne, prévenant le Docteur d'un danger imminent, celui-ci décide de rester hors de tout problème. Afin de se protéger, il décide de faire réparer son circuit caméléon, mais pour cela, il doit obtenir la mesure exacte d'une véritable cabine de police, afin de la donner aux mathématiciens de la planète Logopolis. Il ne sait pas que le Maître est au courant de ses plans et a matérialisé son propre TARDIS de sorte qu'il provoque une boucle infinie à l'intérieur du TARDIS. Tentant de détruire la boucle, le Docteur et Adric essayent de plonger le vaisseau à l'intérieur de la Tamise et ne réussiront qu'à le faire atterrir sur une péniche. Au loin, le Docteur aperçoit une figure blanche qui l'observe, Le Guetteur, ce qui l'incite à aller le plus vite possible sur Logopolis.
En chemin, ils s'aperçoivent qu'une jeune hotesse de l'air, Tegan Jovanka, s'est introduite dans le TARDIS qu'elle pensait être une cabine de police, afin de prévenir qu'elle et sa tante ont crevé un pneu sur la route. Ayant vu le cadavre de sa tante un temps plus tôt, le Docteur finit par l'informer de sa disparition. Ils arrivent sur Logopolis, une planète où de savants calculs sont effectués grâce à un langage que seuls les cerveaux des habitants peuvent retenir et y retrouvent Nyssa, qui semble avoir été ramenée de Traken par le Guetteur. Le Docteur donne au chef des mathématiciens, le Moniteur, les nouvelles dimensions voulues pour le TARDIS, tout en s'apercevant que le bureau de celui-ci est la réplique même de celui du Projet Pharos, un projet cherchant à entrer en contact avec les extra-terrestes. Le Moniteur lui donne les résultats de ces calculs, mais ceux-ci ont été trafiqués par le Maître et le Docteur se retrouve bloqué dans un TARDIS rétréci.
Pendant qu'Adric et le Moniteur trouvent l'erreur de calcul, le Maître a réussi à tuer plusieurs mathématiciens et réussit à mettre au silence les mathématiciens, pensant découvrir le secret de Logopolis. En réalité, leurs calculs permettent à l'univers (en entropie) de tenir debout, en envoyant la charge excédentaire dans d'autre dimensions. Les passages vers les dimensions étant fermés, l'univers commence à s'effondrer, ainsi que l'espace et le temps. Avant que le Moniteur ne disparaisse, il révèle que leur programmes contiennent une sauvegarde permettant de ranimer un passage dimensionnel. Le Docteur et le Maître décident de travailler ensemble pour sauver l'univers.
Le Docteur envoie Nyssa et Adric dans le TARDIS où le Guetteur les emmène à l'extérieur de l'espace et du temps où ils peuvent être en sécurité. Nyssa voit une part de l'univers contenant l'union de Traken être détruit par l'entropie. Avec l'aide d'Adric, ils réussissent à faire atterrir le TARDIS sur Terre, non loin du Projet Pharos original, dont les ordinateurs pourraient restaurer la sauvegarde. Là, le Docteur et le Maître réussissent à utiliser un radiotéléscope afin de restaurer le passage dimensionnel et sauver l'univers. Désormais capable de détruire l'univers en stoppant le programme, le Maître profite de l'occasion pour tenter de faire chanter les habitants de l'univers. Le Docteur réussit à déjouer ses plans en retirant un fil permettant la communication, mais tombe du télescope. Peu de temps avant sa mort, il revoit ses anciens ennemis et ses anciens compagnons et révèle que ce moment était préparé. Le Guetteur s'approche de lui, et Nyssa réalise qu'il s'agissait d'un double du Docteur pendant tout ce temps. Tous deux fusionnent et le Docteur se régénère, devenant le 5e Docteur.

### Continuité
- L'épisode forme une trilogie commencée avec l'épisode précédant et qui se termine avec « Castrovalva. »
- Le Docteur parle avec Adric de son ordre de retourner à Gallifrey qu'il a reçu à la fin de « Meglos » mais auquel il n'est pas pressé d'obéir, notamment car Romana est restée dans l'E-space. (À la fin de « Warriors' Gate. ») K-9 est mentionné, ainsi que la chambre de Romana.
- L'épisode permet d'expliquer pourquoi le Docteur et Romana s'était retrouvés dans une autre dimension (l'E-space) durant les épisodes « Full Circle », « State of Decay » et « Warriors' Gate. »
- Le Docteur affirme que le TARDIS était en réparation lorsqu'il l'a volé.
- Déjà dans l'épisode « The Time Monster » le TARDIS du Docteur et celui du Maître entraient en collision.
- Avant de mourir, le Docteur revoit ses ennemis, on peut voir le Maître (tel qu'il était dans « The Deadly Assassin »), un Dalek (« Destiny of the Daleks »), Le capitaine des Pirates (« The Pirate Planet »), le Cyberleader (« Revenge of the Cybermen »), Davros (« Genesis of the Daleks »), un Sontarien (« The Invasion of Time »), un Zygon (« Terror of the Zygons ») et le Gardien Noir (« The Armageddon Factor »).
- Le Docteur revoit aussi ses compagnons : Sarah Jane Smith, Harry Sullivan, Le Brigadier Lethbridge-Stewart, Leela, K-9, Romana I et Romana II.
- La projection par un Time Lord, de sa future incarnation avait été utilisée par K’anpo Rinpoche (sous la forme de Cho-Je) dans l'épisode « Planet of the Spiders ».
- Selon les fans de la série, cet épisode est le plus meurtrier, notamment parce qu'une partie de la galaxie et ses habitants, sont réduits à néant.
- Le duel final entre le Docteur et le Maître sur une parabole géante est une réminiscence de leur premier affrontement de la série sur une parabole du même genre dans « Terror of the Autons ».